# The Herbaliser
The Herbaliser je britská jazz/hip hopová skupina, jejíž jádro od počátku tvoří dvojice Ollie Teeba a Jake Wherry. Od svého vzniku na počátku 90. let byli The Herbaliser spojeni s londýnským nezávislým labelem Ninja Tune, kde vydali šest alb, živé album a jeden díl kompilace Solid Steel.
V současnosti se skupina rozhodla přejít, po 13 letech fungování u Ninja Tune, k německému vydavatelství !k7 Records. Základem skupiny jsou stále Ollie Teeba a Jake Wherry, ovšem poprvé v její historii mají The Herbaliser stálou zpěvačku, kterou je Jessica Darling. Skupinu doplňuje Easy Access Orchestra, kterou tvoří Ralph Lamb a Andy Ross.
Na nahrávkách skupiny vystupuje řada hostu, například Roots Manuva, Dream Warriors, Pino Palladino či Daniel Dumile.

## Diskografie

### Alba
- Remedies (Ninja Tune, 1995)
- Blow Your Headphones (Ninja Tune, 1997)
- Very Mercenary (Ninja Tune, 1999)
- Session One (Ninja Tune, 2000) (instrumentální studiové album pod jménem The Herbaliser Band)
- Something Wicked this Way Comes (Ninja Tune, 2002)
- Take London (Ninja Tune, 2005)
- Fabric Live 26 (Ninja Tune, 2006) (DJ set - kompilace)
- Same as it never was (!k7 Records)
- There Were Seven (2012)

### Kompilace
- Solid Steel Presents Herbal Blend (Ninja Tune, 2003)

### EP
- The Real Killer/Blow It EP (Ninja Tune, 1995)
- Repetive Loop/Scratchy Noise EP (Ninja Tune, 1995)
- The Flawed Hip-Hop EP (Ninja Tune, 1996)
- New & Improved/Control Centre (Ninja Tune, 1997)
- The Blend EP (Ninja Tune, 1997)
- Wall Crawling Giant Insect Breaks EP (Ninja Tune, 1998)
- Road Of Many Signs/Moon Sequence EP (Ninja Tune, 1999)
- Missing Suitcase EP (Ninja Tune, 1999)
- 8 Point Agenda/Who's Really The Reallest? EP (Ninja Tune, 1999)
- Good Girl Gone Bad EP (Ninja Tune, 1999)
- Time 2 Build EP (Ninja Tune, 1999)